# إيوا براون
إيوا براون (بالبولندية: Ewa Braun)‏ (2 آب 1944-) هيَ مُصممة أزياء وَمُصممة إنتاج بولندية حائِزة على جائِزة الأوسكار في تصميم الديكور.
تَعمل إيوا في مَجال تصميم الإنتاج مُنذ عَقد 1960م، ومن أَشهر أعمالها:
- فيلم يوروبا يوروبا عام 1990م الذي كَتبه أنيسكا هولندا.
- فيلم قائمة شندلر عام 1993م الذي كَتبه ستيفن سبيلبرغ، وَقد فاز هذا الفِيلم بالتَشارك مع آلان ستارسكي بالأوسكار عنَ أفضل إخراج فني عام 1995م.[1]
- فيلكي تايدزين عام 1995م الذي كَتبه أندريه فايدا.

## روابط خارجية
- إيوا براون على موقع IMDb (الإنجليزية)
- إيوا براون على موقع قاعدة بيانات الفيلم (الإنجليزية)

- إيوا براون في قاعدة بيانات الأفلام على الإنترنت.

## المَراجع
1. ↑  "The 66th Academy Awards (1994) Nominees and Winners". oscars.org. مؤرشف من الأصل في 2019-05-10. اطلع عليه بتاريخ 2011-08-04.